# Jeanne Lion
Pour les articles homonymes, voir Lion (homonymie).
Clémence Jane Lion, née le 17 août 1876 à Paris 9e et morte le 24 décembre 1956 à Paris 17e, est une actrice de théâtre et de cinéma française, connue aussi comme Jeanne Léonnec à ses débuts au cinéma.

## Biographie

### Famille

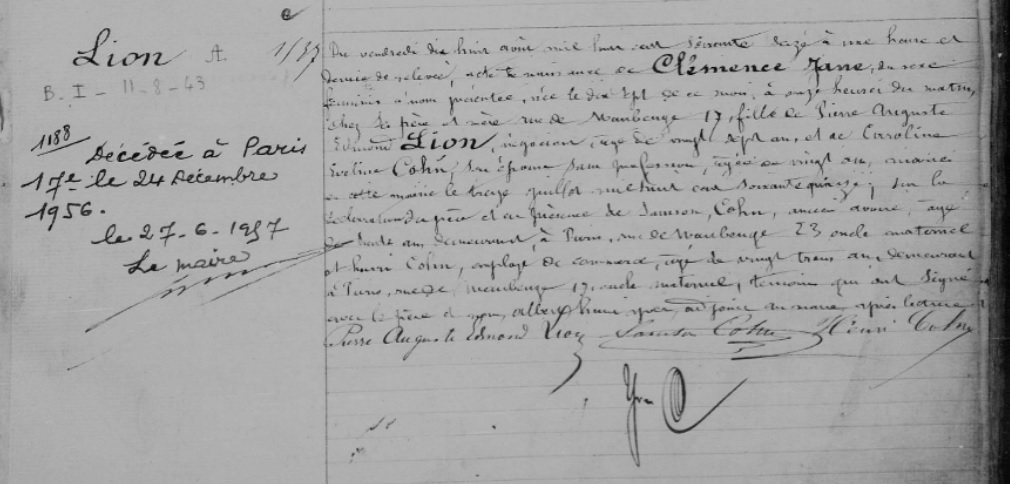
Acte de naissance de Clémence Jane Lion.

Clémence Jane Lion est née le 17 août 1876 rue de Maubeuge dans le 9e arrondissement de Paris du mariage le 13 juillet 1875 dans le 9e arrondissement de Paris de Pierre Auguste Edmond Lion (1848-1919), négociant puis expert-comptable, et d’Éveline Caroline Cohn (1856-1879). Clémence Jane perd sa jeune mère à l'âge de trois ans en 1879. Son père se remarie le 8 février 1882 à Paris dans le 9e arrondissement avec Ernestine Juliette Esther Piquard.
Le 11 janvier 1897, elle épouse à Paris dans le 8e arrondissement Charles Massenet (1870-1914),, dont elle aura deux fils. Veuve, elle épouse en secondes noces le 30 novembre 1915 à Paris dans le 1er arrondissement, l'artiste dramatique Henri Marcel Alphonse de Bellocq dit Henri Beaulieu.

### Carrière professionnelle
Elle est engagée par Paul Jorge au Théâtre des Variétés d'Anvers pour la saison 1911-1912,.
En 1924, Henri Beaulieu et Jeanne Lion-Beaulieu ouvrent à l'École des Hautes Études Sociales un « cours de préparation à la vie publique pour tous ceux que leurs professions obligent à prendre la parole en public » pour le placement de voix et l'élocution.
En 1939, elle donne des leçons de diction à Paris, et a pour élève la belle-sœur de Serge Bogousslawsky, qui lui offre deux dessins en guise de cachets, faute de réussir à faire son portrait. Il s'illustre en volant au musée du Louvre le tableau d'Antoine Watteau L'Indifférent. Un moment mêlée à l'affaire, Jeanne Lion sera finalement écartée de l’enquête sur le vol de L'Indifférent.
Clémence Jane Lion meurt le 24 décembre 1956 dans le 17e arrondissement de Paris.

## Filmographie
- 1926 : Jim la Houlette, roi des voleurs de Roger Lion et Nicolas Rimsky : La servante
- 1933 : Pas besoin d'argent de Jean-Paul Paulin
- 1934 : La Flambée de Jean de Marguenat
- 1934 : Jeanne de Georges Marret : Mme Savignolle
- 1935 : Le Monde où l'on s'ennuie de Jean de Marguenat : La directrice du pensionnat
- 1936 : Le cœur dispose de Georges Lacombe : la grand-mère
- 1936 : La Peur de Viktor Tourjansky : Louise
- 1936 : Puits en flammes de Viktor Tourjansky : Mme Yvolandi
- 1937 : Maman Colibri de Jean Dréville : Madame Chadeaux[13].
- 1938 : Le Ruisseau de Maurice Lehmann et Claude Autant-Lara non crédité
- 1938 : La Chaleur du sein de Jean Boyer : Mathilde
- 1938 : Vidocq de Jacques Daroy
- 1940 : L'Entraîneuse de Albert Valentin : Tante Louise
- 1948 : L'Ombre de André Berthomieu : La teinturière
- 1948 : Éternel Conflit de Georges Lampin : Mémé
- 1949 : Monseigneur de Roger Richebé : Mme de Ponthieux
- 1951 : Le Vrai Coupable de Pierre Thévenard : La bonne

## Théâtre

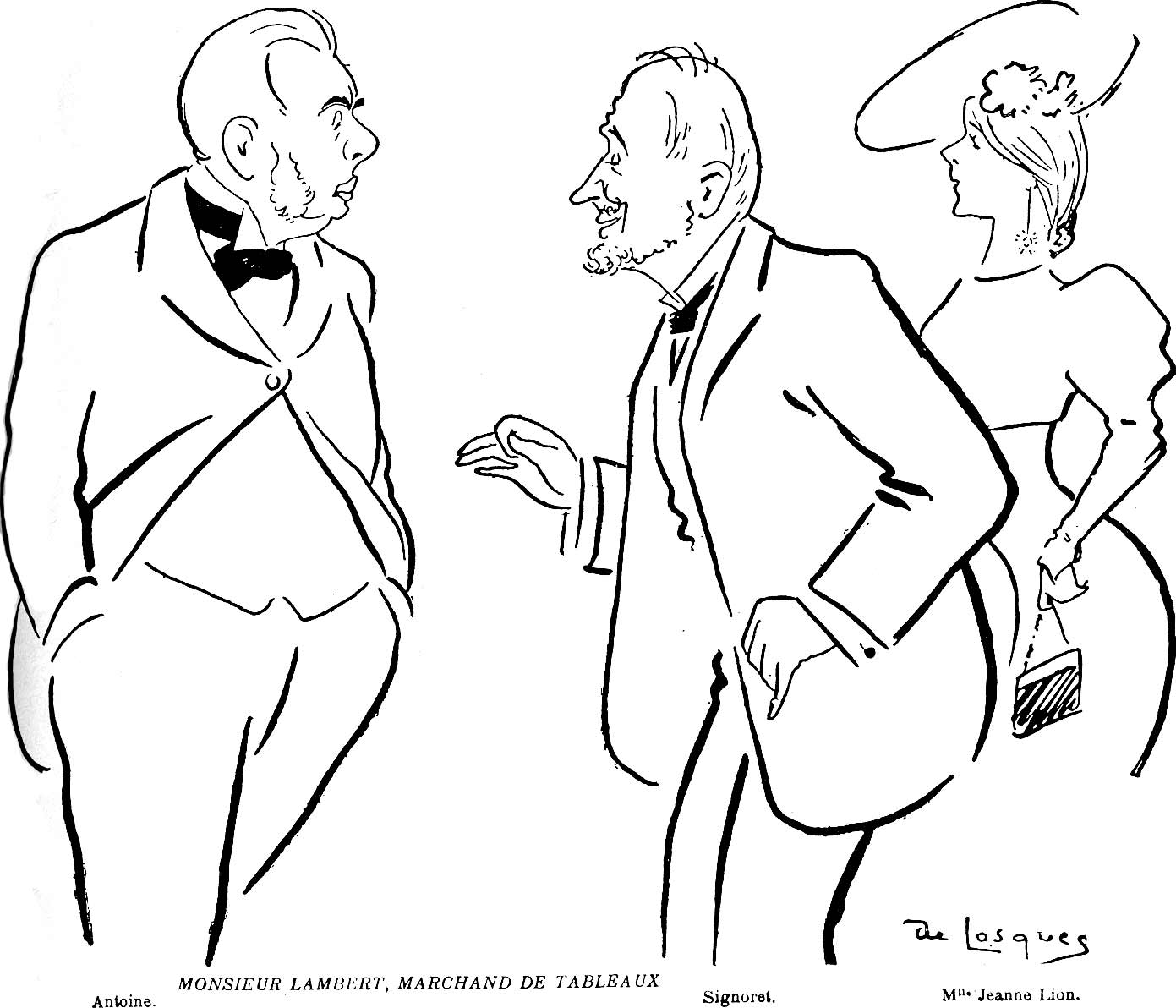
Jeanne Lion dans la pièce de théâtre Monsieur Lambert, marchand de tableaux, représentée avec deux autres acteurs, dans un dessin humoristique de Daniel de Losques dans Le Rire, 1905.

- 1901 : L’Écolière, pièce en cinq actes, de Jean Jullien au théâtre de la Renaissance[14].
- 1902 : L'Âge ingrat, comédie en trois actes d'Édouard Pailleron reprise au théâtre du Vaudeville[15],[16] : Henriette.
- 1904 : Le Roi Lear de William Shakespeare, mise en scène André Antoine, Théâtre Antoine
- 1905 : Vers l'amour de Léon Gandillot, mise en scène André Antoine, Théâtre Antoine
- 1906 : Hop o'my thumb de Richard Pryce et Frederick Fenn, mise en scène André Antoine, Théâtre Antoine
- 1908 : L'Alibi de Gabriel Trarieux, Théâtre de l'Odéon
- 1909 : Les Grands de Pierre Veber et Serge Basset, Théâtre de l'Odéon
- 1914 : La Victime de Fernand Vanderem et Franc-Nohain, Comédie des Champs-Élysées
- 1914 : La Revue cordiale, revue en trois actes de Battaille-Henri, Jean Bastia (pére) et Jean Deyrmon à la Comédie des Champs-Elysées[17].
- 1916 : L'Amazone de Henry Bataille, Théâtre de la Porte-Saint-Martin [18].
- 1925 : La Chapelle ardente de Gabriel Marcel, mise en scène Gaston Baty, Théâtre du Vieux-Colombier
- 1934 : Les Temps difficiles d'Édouard Bourdet, Théâtre de la Michodière[19].
- 1935 : Rouge ! d'Henri Duvernois, Théâtre Saint-Georges
- 1936 : Christian d'Yvan Noé, création au Théâtre des Variétés
- 1937 : Victoria Regina de Laurence Housman, mise en scène André Brulé, Théâtre de la Madeleine[20].
- 1938 : Frénésie de Charles de Peyret-Chappuis, mise en scène Charles de Rochefort, Théâtre Charles de Rochefort
- 1939 : Roi de France de Maurice Rostand, mise en scène Harry Baur, Théâtre de l'Œuvre
- 1946 : Divines Paroles de Ramón María del Valle-Inclán, mise en scène Marcel Herrand, Théâtre des Mathurins
- 1946 : Dix Petits Nègres d'Agatha Christie, mise en scène Roland Piétri, Théâtre Antoine
- 1947 : Passage du malin de François Mauriac, mise en scène Jean Meyer, Théâtre de la Madeleine
- 1948 : Marqué défendu de Marcel Rosset, mise en scène Charlie Gerval, Théâtre des Célestins
- 1949 : Une femme libre d'Armand Salacrou, mise en scène Jacques Dumesnil, avec Jacques Dumesnil, Yves Robert, Théâtre Saint-Georges
- 1950 : Une femme libre d'Armand Salacrou, mise en scène Jacques Dumesnil, Théâtre des Célestins, tournée
- 1950 : Pourquoi pas moi d'Armand Salacrou, mise en scène Jacques Dumesnil, Théâtre Édouard VII
- 1951 : Les Fourberies de Scapin de Molière, mise en scène Louis Jouvet, Théâtre des Célestins
- 1951 : L'Épreuve de Marivaux, mise en scène Pierre Bertin, Théâtre des Célestins
- 1952 : Feu Monsieur de Marcy de Raymond Vincy et Max Régnier, mise en scène Georges Douking, Théâtre de la Porte Saint Martin